# Песчанка (Сердобский район)
Песча́нка — село в Сердобском районе Пензенской области. Входит в состав Песчанского сельсовета.

## География
Село находится в юго-западной части Пензенской области, на расстоянии примерно 18 км (по прямой) к северо-востоку от города Сердобск, административного центра района.

### Часовой пояс
Село Песчанка, как и вся Пензенская область, находится в часовой зоне МСК (московское время). Смещение применяемого времени относительно UTC составляет +3:00.

## Население
| 1795 | 1859 | 1877 | 1886 | 1911 | 1926 | 1928  |
| ---- | ---- | ---- | ---- | ---- | ---- | ----- |
| 296  | ↗429 | ↗500 | ↗538 | ↗645 | ↗934 | ↗1038 |
| 1939 | 1959 | 1979 | 1989 | 1996 | 2002 | 2010  |
| ↘643 | ↘400 | ↘250 | ↘150 | ↘141 | ↘128 | ↘73   |

### Национальный состав
Согласно результатам переписи 2002 года, в национальной структуре населения русские составляли 94 % из 128 чел.